# Stapédectomie

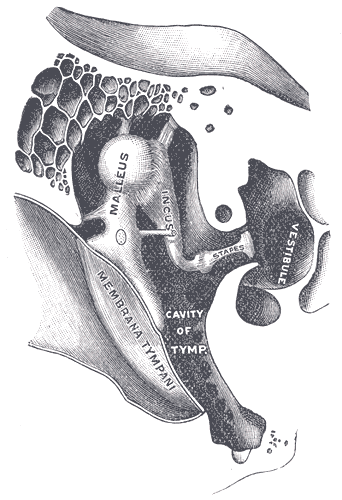
Chaine ossiculaire. Le stapes est retiré et remplacé lors d'une stapédectomie

La stapédectomie, du latin stapia et du grec ektomê, est une ablation chirurgicale de l'étrier, l'un des osselets de l'oreille interne permettant la transmission sonore. Elle est suivie du remplacement de l'étrier par une prothèse. C'est une intervention chirurgicale réalisée par un otorhinolaryngologiste. 
La stapédotomie est une intervention similaire, consistant à réaliser une platinotomie plutôt qu'une platinectomie.

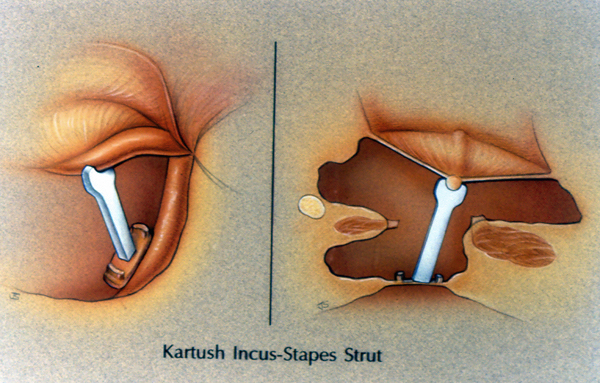
Piston positionné entre la platinotomie et le malleus

C'est une intervention qui peut être réalisée en ambulatoire ou en hospitalisation conventionelle avec une nuit d'hospitalisation post-opératoire.

## Indication
La stapédectomie est une chirurgie indiquée en cas de blocage de l'étrier (aussi appelé stapes). Ce blocage peut être congénital (de naissance), ou plus souvent acquis, dans le cadre d'une otospongiose.  
L'intervention a pour but de débloquer et de remplacer l'os ankylosé, pour permettre de rétablir l'audition. La seule alternative à l'intervention est la prothèse auditive.

## Technique chirurgicale
C'est une intervention qui a lieu sous anesthésie générale, ou plus rarement sous anesthésie locale qui peut être complétée d'une sédation. 

L'intervention se déroule sous microscope opératoire, ou sous endoscopie, pour permettre une visualisation agrandie des structures millimétriques. La voie d'abord se fait selon une voie du conduit (incision dans le conduit auditif externe), selon une voie endaurale (incision entre le tragus et l'hélix, sur quelques centimètres, ou plus rarement, selon une voie postérieure (incision derrière l'oreille), en fonction de l'habitude du chirurgien et de l'anatomie du conduit auditif externe.

Platinotomie laser

Après ouverture de la caisse tympanique, une résection osseuse plus ou moins prononcée au niveau de la partie postérieure du conduit, au niveau de la corde du tympan. Cette résection est appelée encoche de Rosen, et permet de visualiser correctement le stapes, la fenêtre ovale et le nerf facial.
Après le temps d'exposition, le chirurgien vérifie la mobilité de l'étrier, pour faire le diagnostic de l'otospongiose, et éliminer un diagnostic différentiel (syndrome de House par exemple). Le chirurgien réalise ensuite l'exérèse de la superstructure de l'étrier (corps et branches), après section de son tendon, pour visualiser la platine.
Le chirurgien procède ensuite à l'ouverture de l'oreille interne, selon plusieurs techniques possibles : il peut retirer l'ensemble de la platine de l'étrier (platinectomie) ou réaliser un trou dedans, de taille calibrée (platinotomie) à l'aide d'un laser ou d'une fraise. Un fascia (souvent prélevé au niveau de l'aponévrose du muscle temporal) est ensuite positionné sur l'ouverture pour éviter la fuite de liquide, en cas de stapédectomoie ou parfois aussi en cas de stapédotomie.
Un piston, correspondant à une prothèse d'étrier, est ensuite positionné, le plus souvent sur la branche descendante de l'enclume, pour remplacer l'étrier bloqué et retiré.

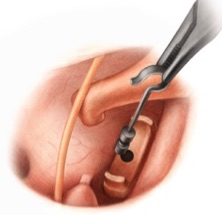
Mise en place d'un piston lors d'une intervention de stapédotomie

### Exemples de pistons

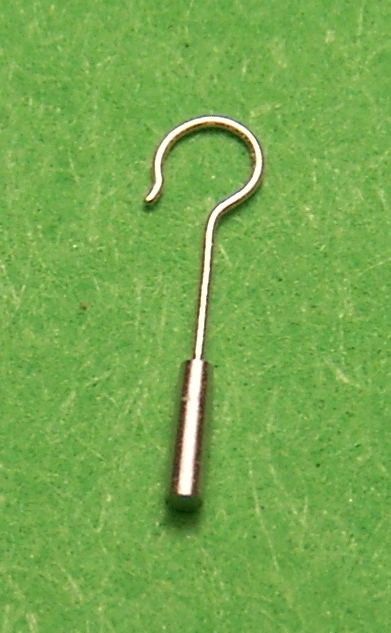
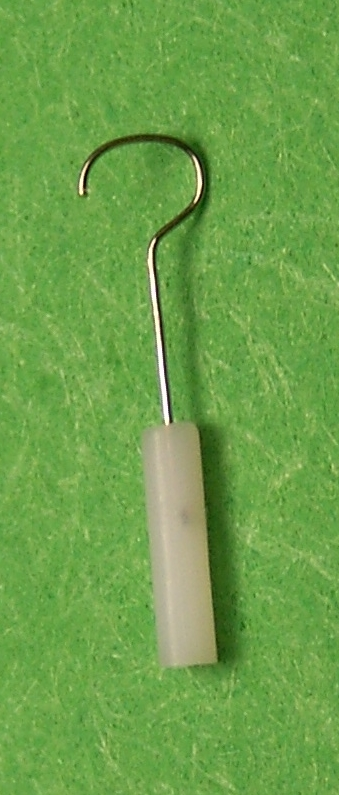
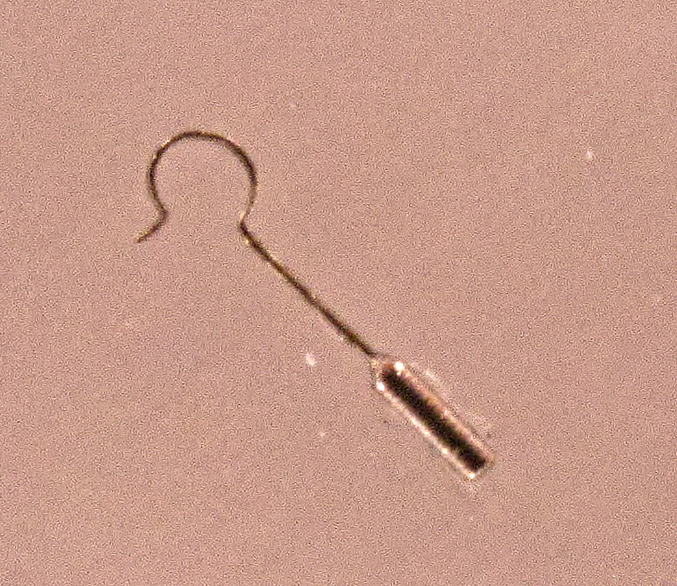
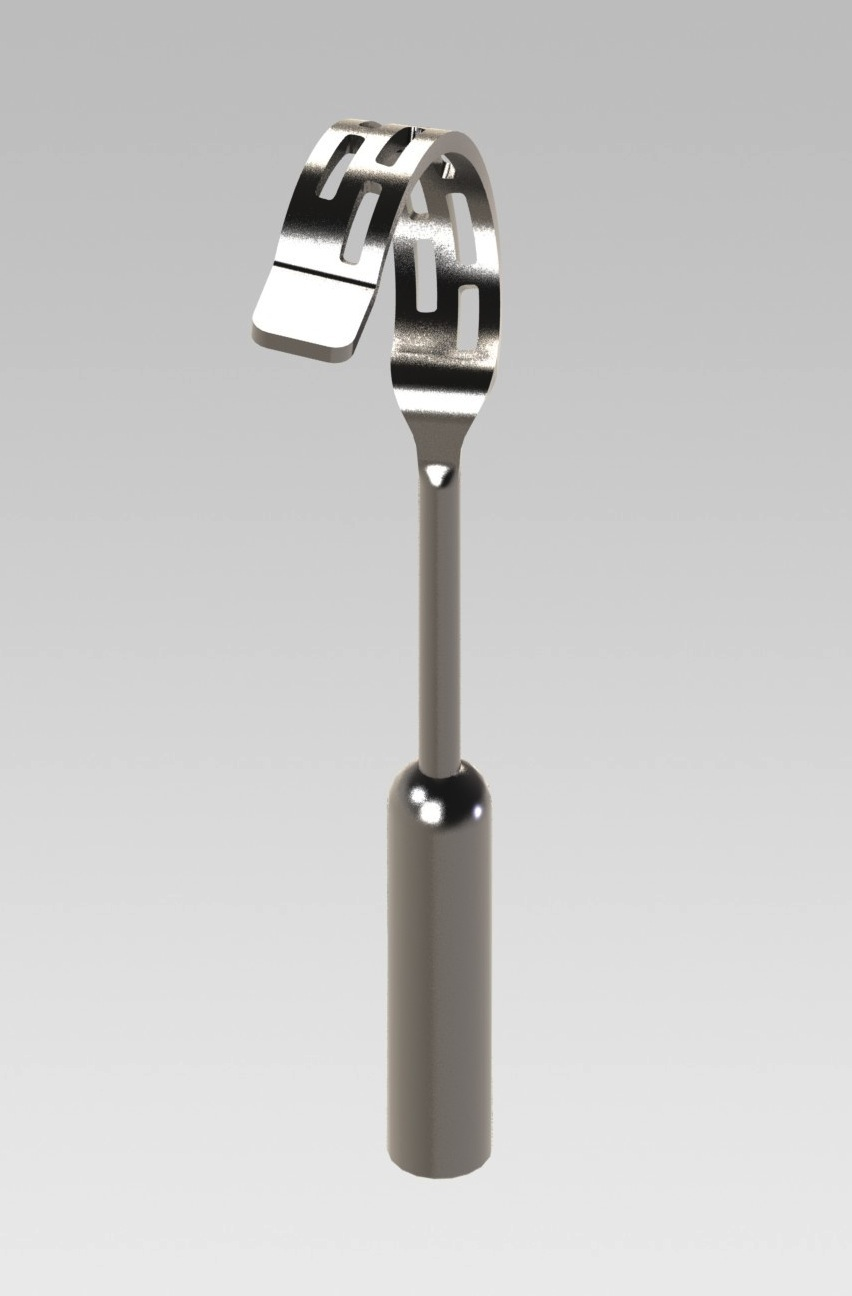

Un pansement est ensuite positionné dans l'oreille moyenne et le conduit auditif externe avant le réveil du patient.

### Vues opératoires

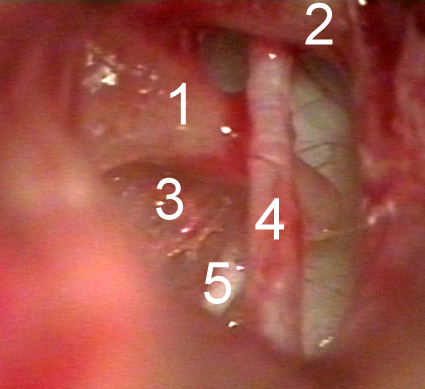
Visualisation des repères chirurgicaux (1 : branche descendante de l'enclume, 2 : membrane tympanique relevée, 3 : platine, 4 : corde du tympan, 5 : nerf facial)
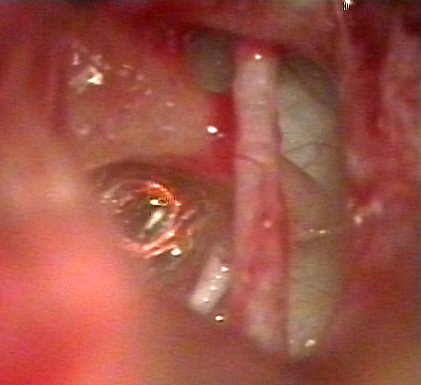
Platinotomie laser
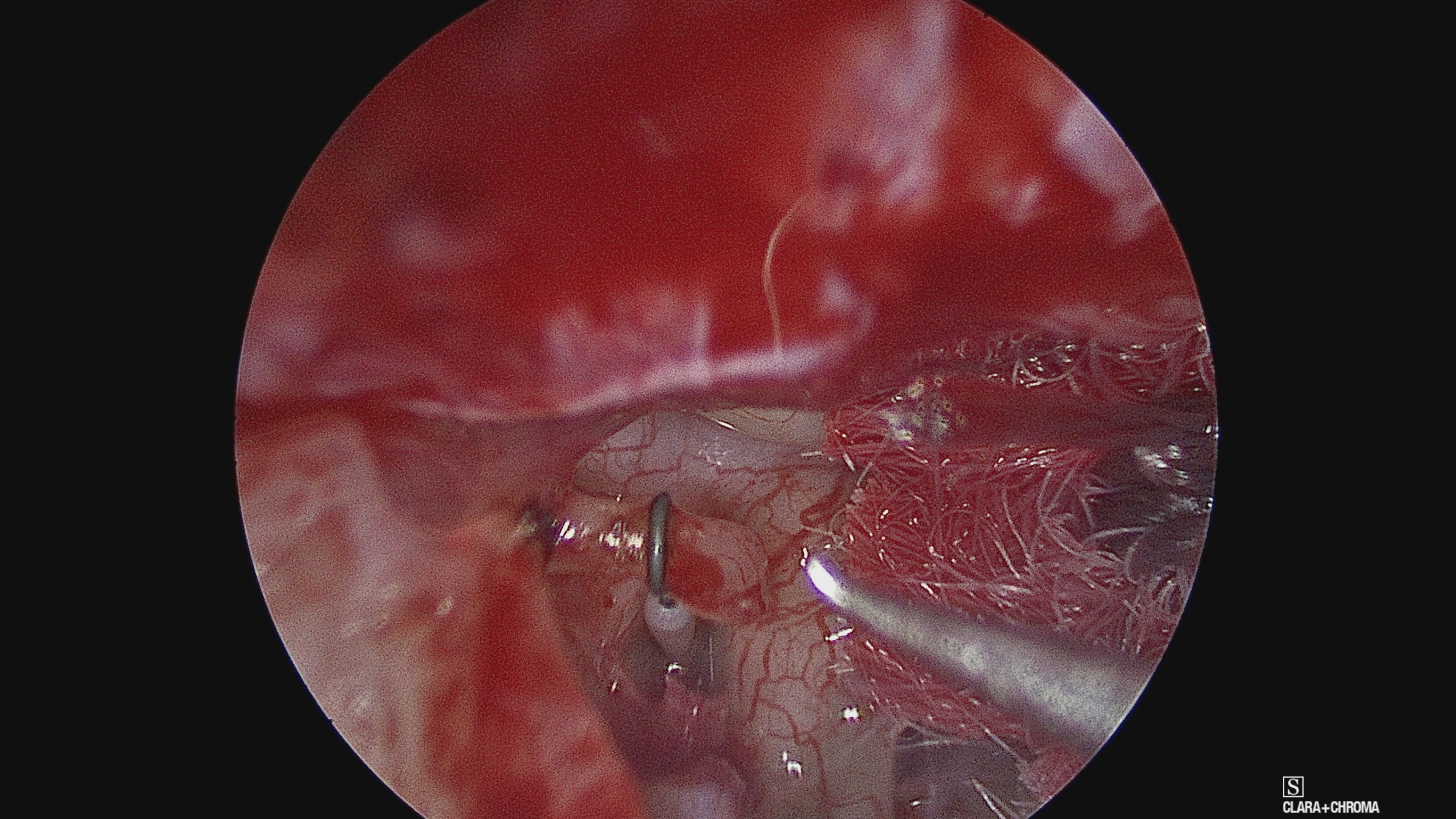
Mise en place de la prothèse accrochée sur la branche descendante de l'enclume droite (vue endoscopique)
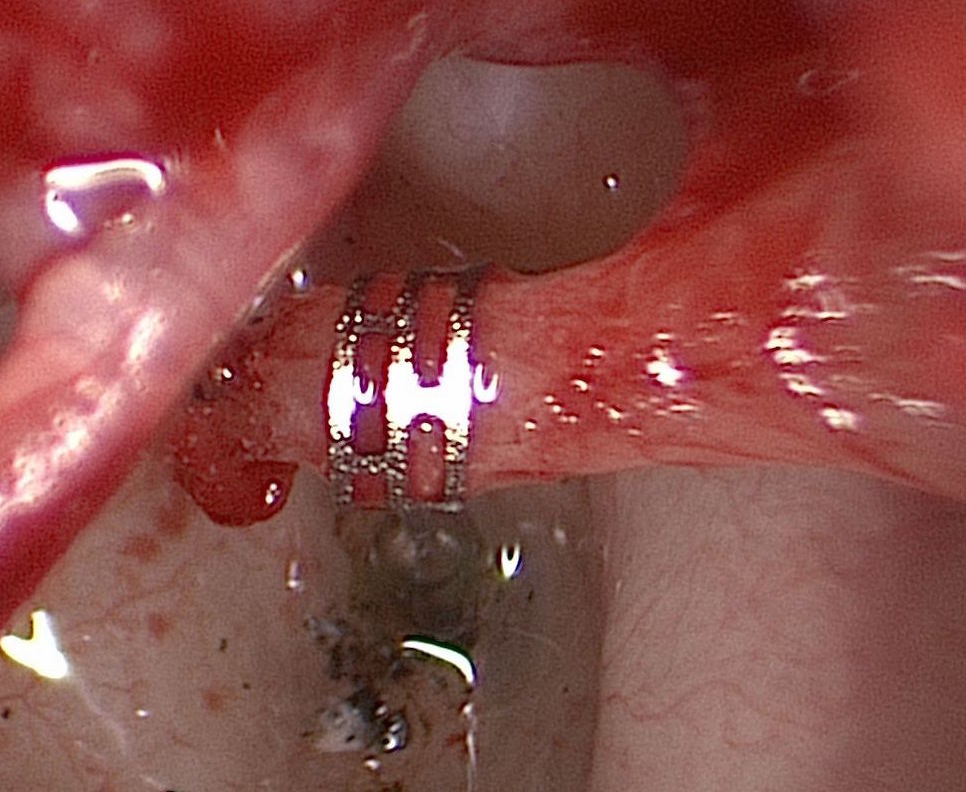
Mise en place de la prothèse accrochée sur la branche descendante de l'enclume gauche (vue microscopique)
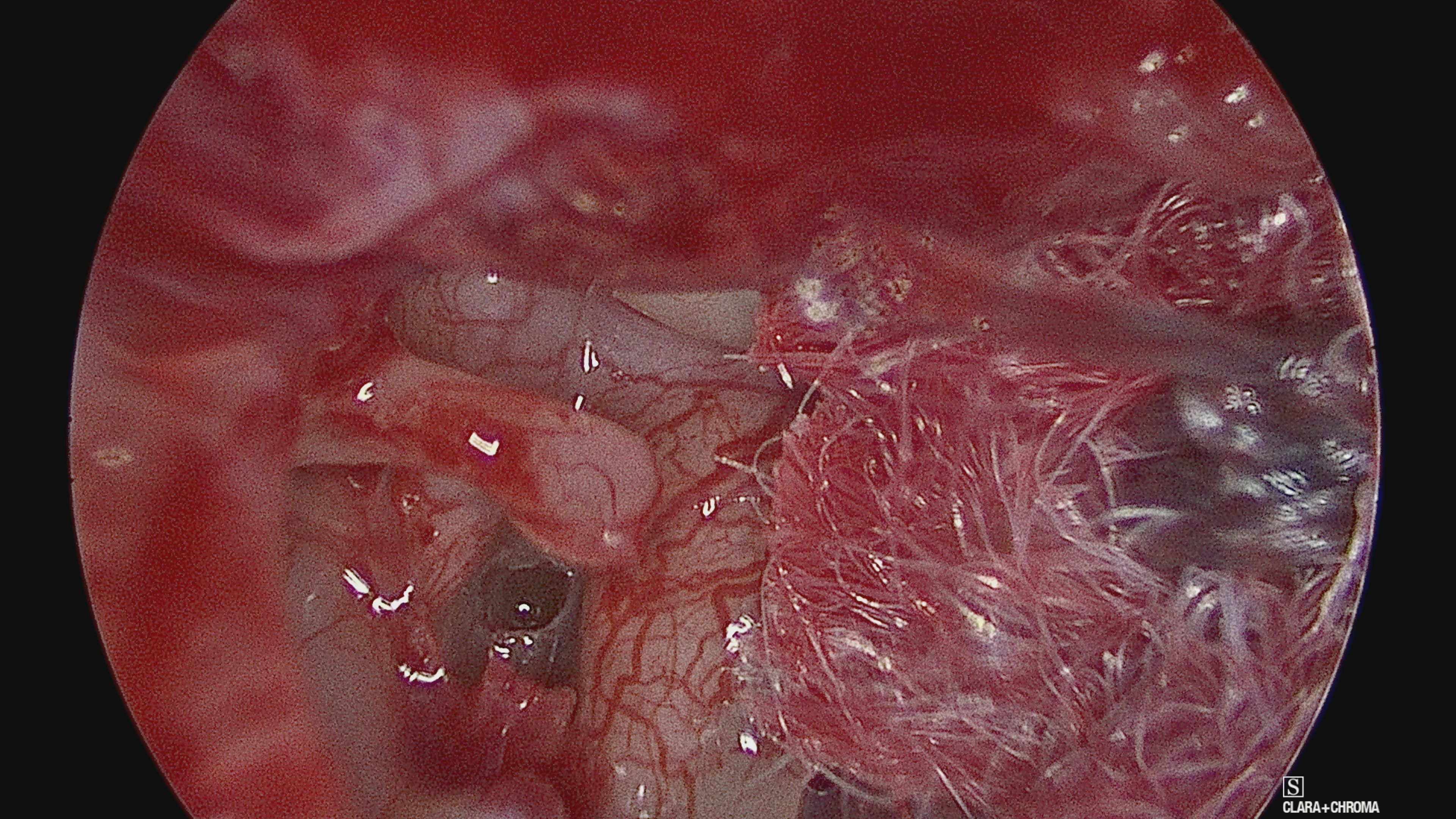
Visualisation endoscopique d'une platinotomie

## Résultats

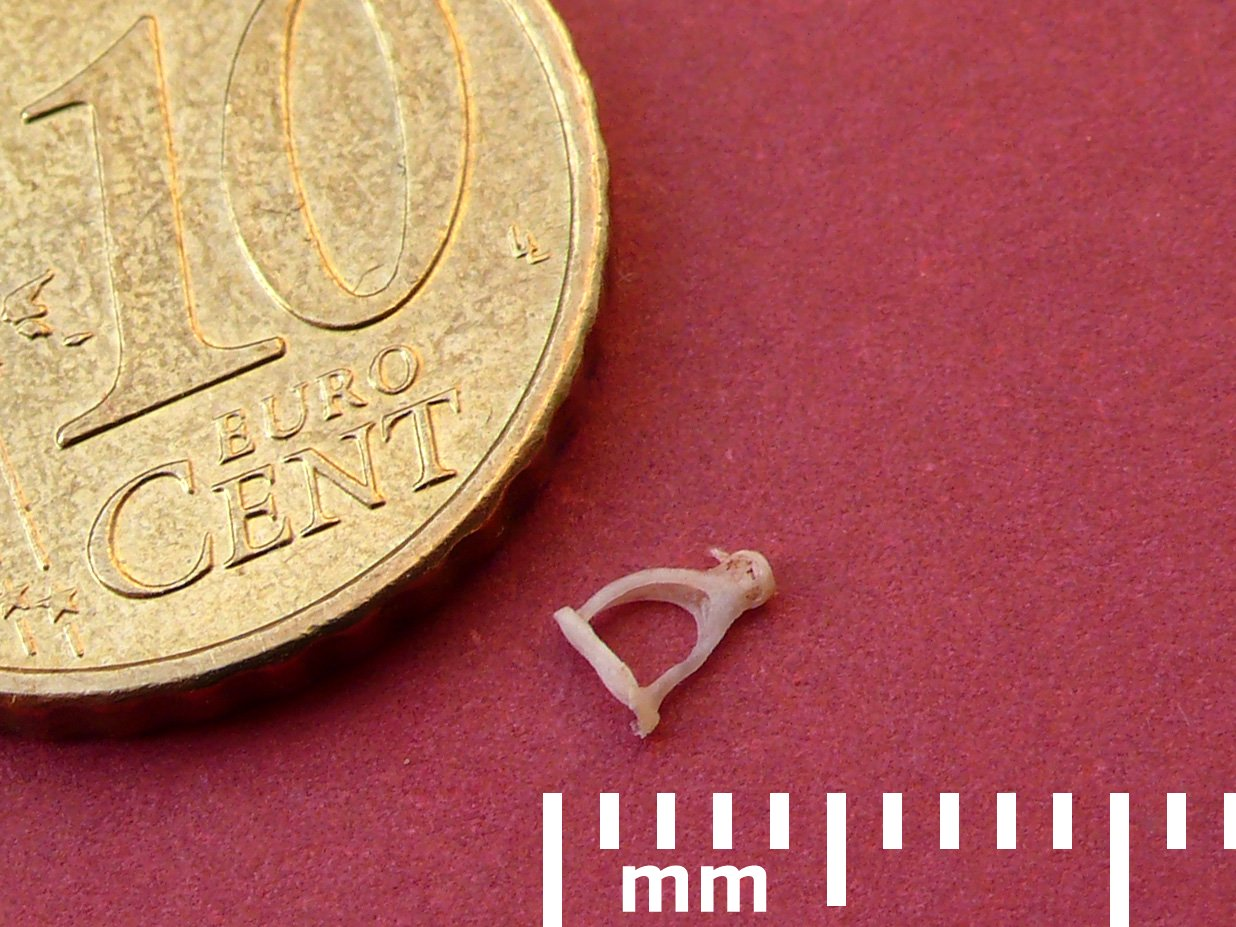
Le stapes retiré ne mesure que quelques millimètres

L'intervention permet de supprimer la surdité de transmission dans 95 % des cas. Elle ne stoppe pas l'avancée de la maladie en cas d'otospongiose, qui peut donc continuer à avancer et entrainer une dégradation secondaire de l'audition (surdité de perception).

## Complications

### Complications immédiates
Au réveil, le patient peut présenter des vertiges (qui peuvent s’accompagner de nausées ou de vomissements) et des bourdonnements d'oreille, qui peuvent durer quelques heures voire quelques jours.
Une sensation d'oreille bouchée et une baisse d'audition peuvent être présents au réveil et sont dus aux pansements dans l'oreille.
Un trouble du goût peut apparaitre, touchant l'hémilangue homolatérale, par atteinte de la corde du tympan. Ces troubles sont habituellement régressifs.

### Complications secondaires
Du fait de la nécessité d'ouvrir l'oreille moyenne, une perforation du tympan, peut parfois apparaitre, bien que cela soit exceptionnel.
Une sensibilité particulière à certains bruits peut parfois être observée. L'échec fonctionnel est possible avec gain auditif partiel ou nul.
Un déplacement du piston, ou une lyse de la branche descendante peuvent entrainer une dégradation secondaire de l'audition.

### Complications graves
En raison de la proximité  du nerf facial et de l'étrier, une paralysie faciale durable ou temporaire peut exceptionnellement être observée. En cas de proximité trop importante constatée pendant l'intervention, le chirurgien peut même parfois être contraint à ne pas réaliser l'intervention et à refermer l'oreille sans réaliser la stapédectomie.
Une dégradation auditive pouvant aller jusqu'à la surdité totale (cophose) avec vertiges, sifflements ou bourdonnements d'oreille, peut apparaitre immédiatement ou secondairement, dans environ 1 % des cas.